# 政次美雨
政次 美雨（まさつぐ みう、1981年3月8日 - ）は、日本の女優、タレントである。
神奈川県鎌倉市出身。ミナクルカンパニー所属。

## 来歴・人物
公表されていたサイズは身長160cm、B78cm、W56cm、H80cm。血液型O型。
1996年春、マクドナルドのCMでデビュー。
趣味はピアノ。

## 出演

### テレビドラマ
- 名探偵保健室のオバさん（1997年、テレビ朝日）
- 月曜ドラマスペシャル「女のサスペンス3・盗む女」（1997年、TBS）
- ガラスの仮面（1997年、テレビ朝日） - 早川あきこ 役
- 三姉妹探偵団（1998年、日本テレビ）

### 映画
- ときめきメモリアル（1997年、東映）

### CM
- 日本マクドナルド「放課後編」（1996年）